# 洪祖杭
洪祖杭，大紫荊勳賢，GBS，JP（1948年—），原籍福建晉江市龙湖镇溪前村，香港商人及體育界名人，人稱「福建杭」與福建幫關係密切。他亦是熱心公益的慈善家，個人用於各項公益事業的捐款高達1億多元人民幣。
洪祖杭是金保利亞洲董事和總經理，曾任南華體育會主席、福建體育會會長、香港中華業餘體育協會會長、香港足球總會董事會董事、香港康體發展局董事局董事。第九屆、十屆全國政協委員、第十一屆全國政協常委。洪祖杭因長期服務社會，表現卓著，尤其致力發展香港體育，並積極推動香港與內地間的體育交流活動，貢獻良多，2009年獲香港特別行政區政府頒授銀紫荊星章。2019年獲香港特別行政區政府頒授大紫荊勳章。 
他是2008年夏季奧林匹克運動會香港區火炬接力的120名火炬手之一。

## 生平
洪祖杭在1948年出生於晉江市龍湖鎮溪前村，其父親在菲律賓經營木材生意，於1960年隨母親和妹妹移居香港，且以試讀生身份入讀福建中學，1962年起入讀北角（英皇道883號正校）聖雲仙英文書院中二年級。他17歲中五畢業後原擬入讀新法書院繼續預科學業，還未入學便到菲律賓協助年老的父親經商。回港後，靠在菲律賓認識的朋友介紹轉營建材生意，首創「建材與裝修」結合的服務模式，獲得客戶的讚賞，賺取事業上的第一桶金。其後得朋友引荐經營台灣與香港的黃金生意，又取得萬寶路香煙亞洲地區的經銷代理權。洪祖杭然後在菲建賓興建酒店，到台灣投資電視台，分別進軍金融、旅遊、房地产、電影、高科技及新能源等。
洪祖杭自1980年代末期開始加入南華體育會，曾擔任會長及主席。從南華會開始，逐漸擴展到其他不同的體育層面，曾任康體局、運動員支援小組委員會、體育發展委員會、香港教訓培訓委員會委員、香港足球總會、香港特區大型體育活動事務委員會、香港學界體育聯合港島及九龍地區中學分會、香港影視明星體育協會等公職。他於1994年向国家体育总局捐資5,000萬港元，發起組織「中華全國體育基金會」。2003年投資在泉州興建他與國家體委合作打造的内地房地產品牌「奧林匹克花園住宅」，並聘請前國家或地方教練員和運動員前來指導社區居民進行體育健身活動，他亦有入股世界性的體育事業如美國職業籃球（NBA）等（克利夫蘭騎士隊）一成半股份。

## 家庭狀況
洪祖杭已婚，妻子是宗巧筠，兒子洪定騰為中國香港單輪車協會的創會會長，女兒洪羽緁為大律師。

## 馬主生涯
洪祖杭自1991-1992馬季開始在香港賽馬會成為馬主，他和一對子女洪定騰、洪羽緁的名下賽駒包括退役的「世外桃源」、「騰雲駕霧」、「駿方」、「火龍駒」、「辣龍」、「佳龍駒」、「馬飛龍」、「無敵飛龍」、「飛龍駒」、「佳騰駒」（來港前曾用名「發奮」）、「達龍駒」、「旺旺龍」、「龍騰虎震」、「火箭駒」（來港前曾用名「直上雲霄」）、「閃電龍」、「駿龍駒」、「驛驛其達」、「泉龍駒」和現役馬「佳福駒」、「神虎龍駒」、「馬上盈」、「祥龍駒」、「清雲龍駒」（來港前曾用名「行動綱領」）。
另外，洪定騰、洪羽緁亦是「勁揪」、「智勁駒」、「明駒」（來港前曾用名「破曉場」）的馬主團體成員（多明理賽馬團體、22/23黎昭昇練馬師賽馬團體）。

## 外部連結
- 香港福建中學校友會三十周年紀念特刊[永久]